# Ria de Pontevedra
Pour les articles homonymes, voir Pontevedra (homonymie).
La Ria de Pontevedra est située dans la Province de Pontevedra, en Galice, (Espagne). C'est l'une des trois principales rias de la Galice, la zone la plus touristique de la communauté. De plus c'est aussi la plus régulière d'entre elles et la troisième la plus grande de toutes celles de Galice avec 145 km² de surface.

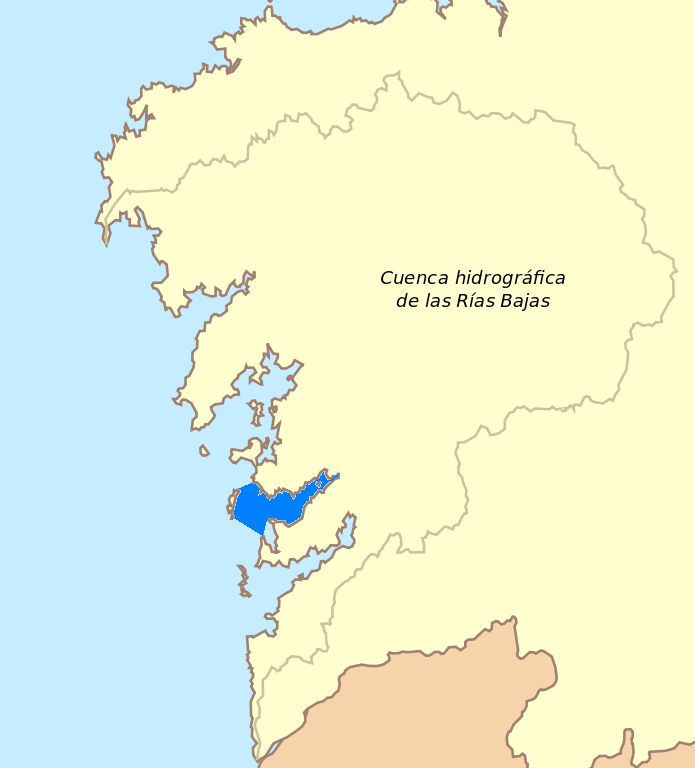
Situation à l'intérieur des Rias Bajas.

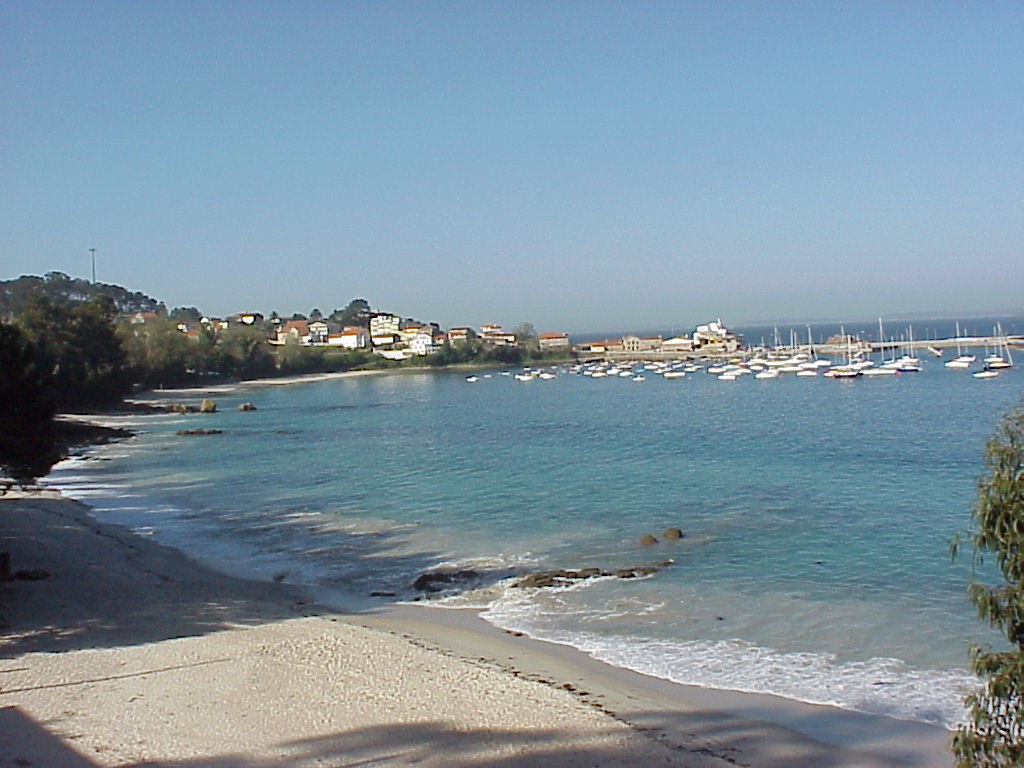
Plage de Aguete à Marín.

## Caractéristiques

La ria de Pontevedra dans l'atlas de Pedro Teixeira en 1634.

Dans la ria, il y a plusieurs îles, parmi lesquelles on trouve l' Île de Tambo, au fond de la ria, tout près de Pontevedra et dans son embouchure se trouve l'île de Ons, la plus grande, et l'Île de Onza ou Onceta, la plus petite; ces dernières font partie du Parc national des Îles Atlantiques de Galice. À son extrémité sud se trouve la ria de Aldán. Cette ria a un volume approximatif de 3937 hm³.
L'une des principales caractéristiques de la ria de Pontevedra  est le nombre de parcs à moules (Aquaculture) qui existent.

## Géographie
Elle est située dans la province de Pontevedra, dans la communauté autonome de Galice, dans le nord-ouest de l'Espagne.
C'est la deuxième ria des trois de cet ensemble et au fond de la ria se trouve Pontevedra, la capitale provinciale et capitale des Rias Baixas. Au sud de la baie se trouve la région d'El Morrazo ; au nord la région du Salnés ; à l'ouest l'océan Atlantique et la célèbre Île de Ons et, à l'est, Pontevedra, la grande ville monumentale des Rias Baixas et de la province de Pontevedra.
Le fleuve qui déverse le plus d'eau dans cette ria est le fleuve Lérez, avec une moyenne annuelle de 432 hm3. Les précipitations annuelles moyennes sont de 1 500 mm.
Les communes qui entourent la Ria de Pontevedra sont :
- sur la rive nord : Sanxenxo et Poio ;
- sur la rive sud : Pontevedra, Marín et Bueu.

Dans ces communes vivent plus de 200 000 habitants qui, en été, grâce au tourisme, peuvent atteindre plus de 300 000 personnes, puisque des villes comme Sanxenxo quadruplent leur population. La commune la plus peuplée est la capitale de la province, Pontevedra ville, avec 83 000 habitants, puis Marín, avec plus de 24 000 habitants.

## Histoire
Il y a 4 000 ans, il y avait une vallée fluviale dans ce qui est aujourd'hui la Ria de Pontevedra, qui a ensuite été inondée par l'océan Atlantique. Dans l'Antiquité, Pontevedra, Combarro, Marín, Sanxenxo et Bueu n'étaient pas au bord de la mer. Il y a 15 000 ans, la mer a commencé à pénétrer peu à peu dans la vallée, mais elle a probablement atteint l'entrée actuelle du Lérez à Pontevedra il y a environ quatre mille ans.

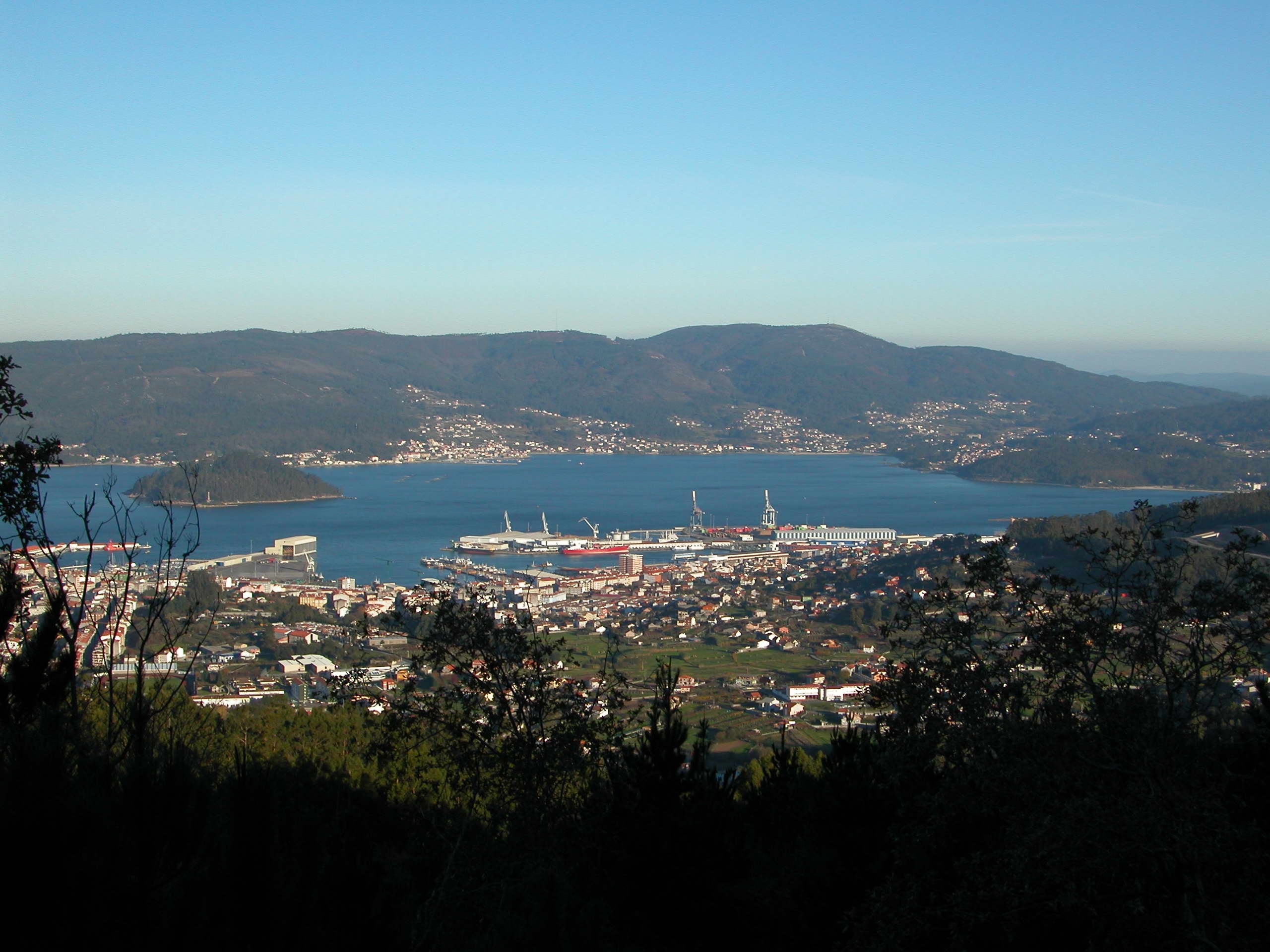
Marín et la Ria de Pontevedra.

Selon Juan Vidal Romaní, professeur de géologie à l'université de La Corogne, il y a 14 000 ans, le littoral était constitué de grandes dunes de sable fin à plusieurs kilomètres à l'ouest de l'île de Ons, qui à cette époque et pendant plusieurs millénaires encore est restée reliée au continent. Toute la configuration de l'actuelle Ria de Pontevedra était une succession de forêts de chênes et de châtaigniers, avec des prairies dans les zones basses. 
En 2018, des restes de sol préhistorique, le paléosol, sous forme de dalles d'une substance compacte et collante sont apparus à Mourisca, à Beluso (Bueu).

## Tourisme
Cette ria est très touristique, l'une des zones les plus touristiques de la Galice, dans laquelle se trouvent les communes de Marín, avec son École Navale Militaire, les villes très touristiques de Sanxenxo, Bueu, Pontevedra ou Poio, et des villes comme Portonovo ou Combarro, avec leurs hórreos (greniers à piliers) caractéristiques.

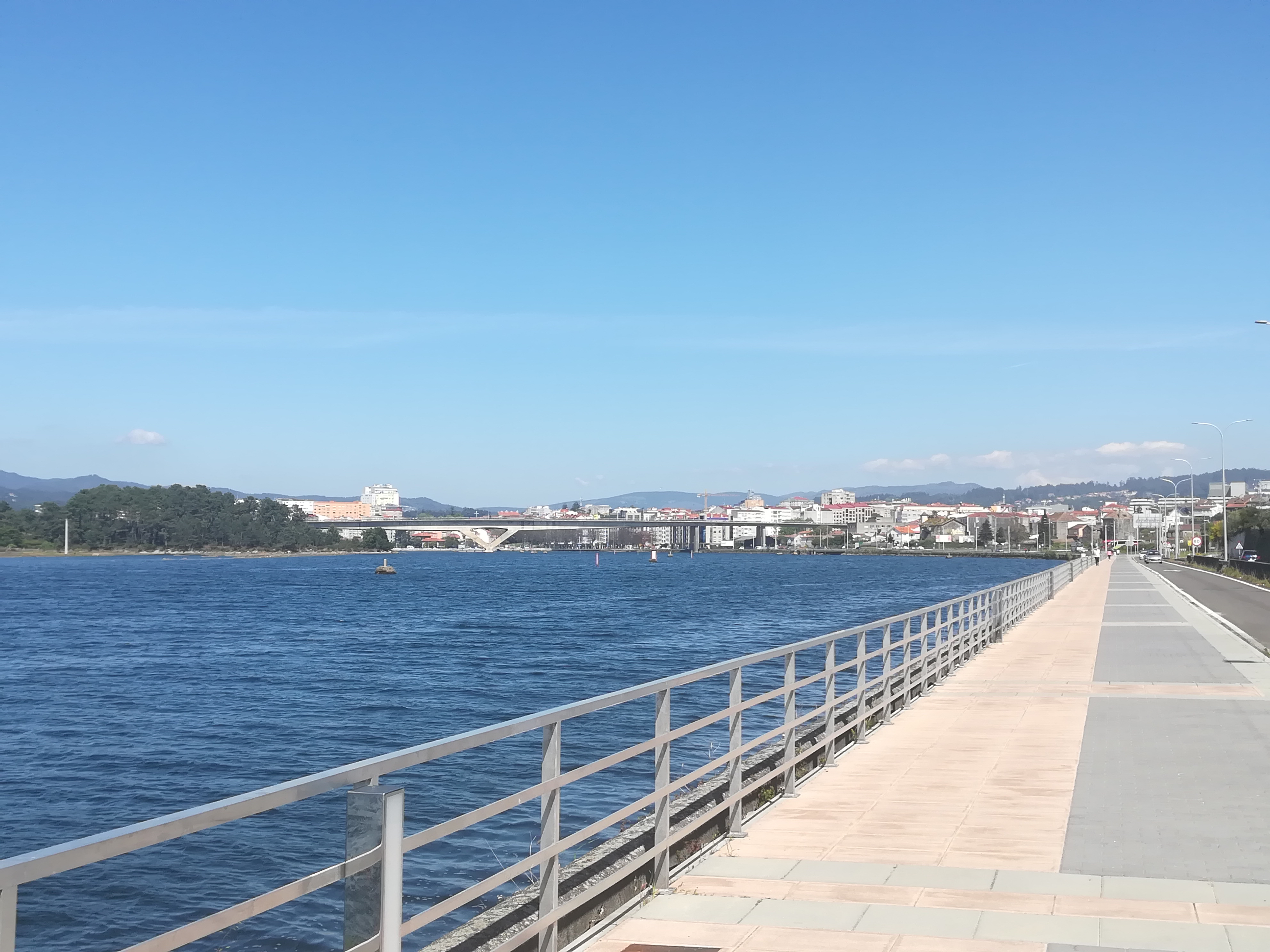
Pontevedra, chef-lieu de sa province et des Rías Baixas, au fond de la Ria de Pontevedra.

La voile peut être pratiqué en toute sécurité dans ses eaux, avec le Royal Club Nautique de Sanxenxo qui se distingue parmi les installations conçues à cet effet. C'est ici que la dernière Volvo Ocean's Race a commencé.
En outre, il y a de nombreuses plages sur la rive nord et sur la rive sud, les plus connues étant la plage de Lapamán, la plage de Aguete, la plage de Mogor et la plage de Portocelo sur la rive sud et la plage de Cabeceira, la plage de Raxó, la plage de Areas, la plage de Silgar, la plage de Baltar, la Plage de Canelas, la plage de Montalvo, la plage de Major, la plage de Pragueira et surtout la plage de la Lanzada sur la rive nord.
Un autre point d'attraction est la présence de l'île de Ons, appartenant à la commune de Bueu et intégrée dans le Parc national des Îles Atlantiques de Galice, auquel on peut accéder par des ferries au départ de Sanxenxo, Portonovo, Marín et Bueu, dont les plages sont superbes, ainsi que les tours de guet privilégiées sur la ria, de O Grove à Cap Home, à Cangas de Morrazo.
La plage de la Lanzada est située à l'entrée de la ria. C'est un centre touristique important et un endroit avec une légende sur les femmes qui devaient se baigner dans ses eaux pour devenir enceintes.
La température moyenne annuelle de ses eaux est de 14 °C, bien qu'en août est d'environ 18 °C.

## Faune
La faune de la ria de Pontevedra est très riche. Les goélands à pattes jaunes abondent et il est fréquent de voir des hérons, des aigrettes garzettes, des bécasseaux variables, etc. Il existe également de nombreuses espèces d'intérêt, parmi lesquelles diverses espèces de coquillages et de fruits de mer (clovisses, palourdes, praires, coques, bigorneaux, patelles, couteaux, moules, huîtres, coquilles Saint-Jacques, pétoncles, vanneaux, étrilles) grâce auxquelles certains des habitants de la ria travaillent dans le secteur de la pêche aux coquillages.

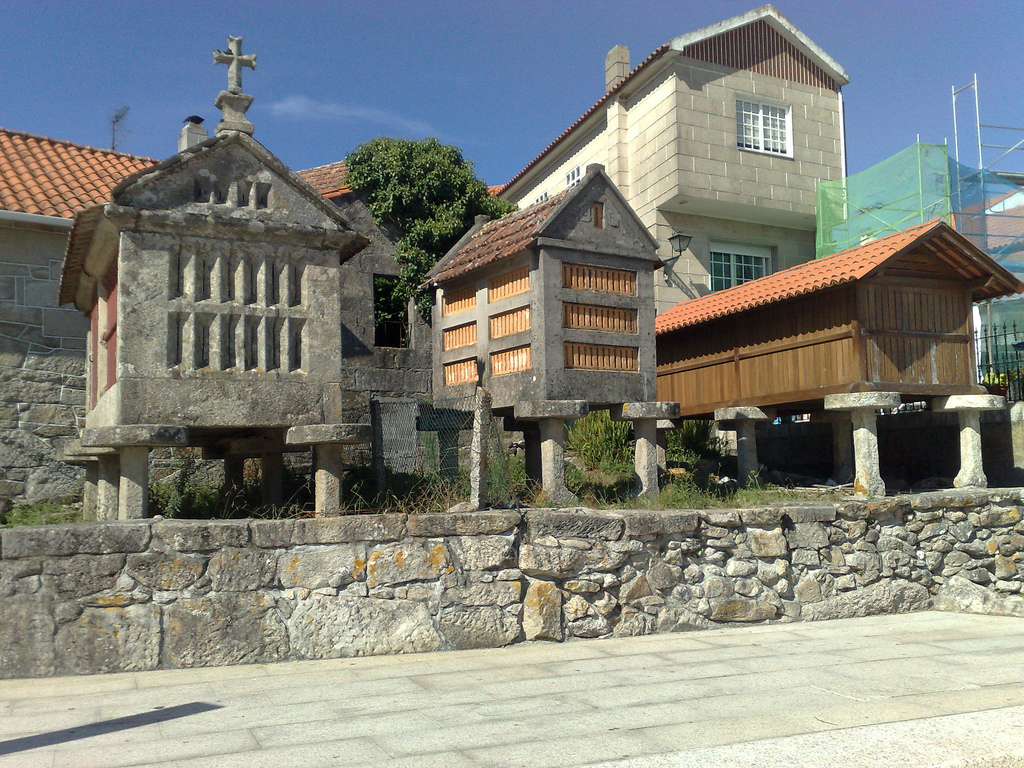
Hórreos, greniers à grain sur piliers en bord de mer à Combarro.